# 308P/Lagerkvist-Carsenty
Pour les articles homonymes, voir Lagerkvist.
308P/Lagerkvist-Carsenty est une comète périodique du système solaire, découverte le 5 octobre 1997 par Claes-Ingvar Lagerkvist et Uri Carsenty.